# 24 (Fernsehserie)/Staffel 6
Die sechste Staffel der Echtzeit-Fernsehserie 24 wurde in den Vereinigten Staaten von Januar bis Mai 2007 erstausgestrahlt, in der Schweiz zwischen März und Juni 2008 und in Deutschland von Juni bis August 2008.
Islamistische Extremisten überziehen die Vereinigten Staaten mit einer beispiellosen Serie aus Terroranschlägen. Als ihr Versteck von der Anti-Terror-Behörde CTU aufgespürt wird, zünden die Attentäter eine von mehreren Kofferatombomben, die Tausenden Menschen das Leben kostet. Bald stellt sich heraus, dass die Extremisten von einem russischen, nationalistischen Ex-General zur Durchführung der Anschläge benutzt werden und dass er ihnen die Bomben mit der Hilfe der Firma zugespielt hat, die von Jack Bauers Vater geleitet wird. Nachdem Bauer und die CTU die übrigen Atombomben sichergestellt haben, müssen Bauer, die CTU und die US-Regierung einen Krieg in Zentralasien verhindern, der auszubrechen droht, weil eine Komponente aus den Atombomben in chinesische Hand gefallen ist. Unterdessen wird in Washington ein Bombenattentat auf den Präsidenten verübt, durch dessen Folgen er schließlich amtsunfähig und durch den Vizepräsidenten ersetzt wird.

## Prequel
Das titellose Prequel ist ein etwa 10-minütiger, von Jon Cassar und Joseph A. Hodges inszenierter Kurzfilm, der in der Zeit seit dem Ende der fünften Staffel spielt und zur Einstimmung auf die sechste Staffel im Internet und auf der DVD-Box der fünften Staffel veröffentlicht wurde. Er wurde von Toyota gesponsert und ohne deutsche Synchronfassung veröffentlicht.
Das Prequel beginnt mit einer der letzten Szenen der fünften Staffel. Darin wird Bauer entführt und circa zehn Minuten später, von Folter gezeichnet, auf einem chinesischen Containerschiff dem ehemaligen Sicherheitschef des chinesischen Konsulats von L.A., Cheng Zhi, vorgeführt. Zhi lehnt Bauers Bitte, getötet zu werden, mit der Begründung ab, Bauer sei dazu viel zu wertvoll.
Sieben Monate später befindet sich Bauer in einem chinesischen Gefängnis. Darin wird er in Zhis Beisein mit Stromschlägen und Schnittverletzungen zwecks Preisgabe der Information gefoltert, welcher der Chinesen Lee und Hong als US-Agent in China tätig ist. Bauer verweigert die Antwort. Zurück in seiner Haftzelle, wird er von zwei Amerikanern aus dem Gefängnis befreit. Bei Dunkelheit fliehen sie mit ihm in einem Toyota vor ihren chinesischen Verfolgern bis zum Treffen mit Hong, der Bauer die weitere Flucht ermöglichen soll. Nachdem Bauer Hong wiedererkannt hat, werden sie von Zhi und chinesischen Wachleuten umstellt. Zhi hat nun die Antwort auf die gewünschte Frage, tötet Hong und lässt Bauer wieder gefangen nehmen. Nur zu dem Zweck, diese Information zu erhalten, hatte Zhi mit den von ihm bezahlten beiden Amerikanern die Befreiung inszeniert.

## Handlung
Die Handlung spielt 20 Monate nach der fünften Staffel, beginnt um 6 Uhr und dauert bis 6 Uhr des Folgetages.

### Vorgeschichte und Ausgangssituation
Vor 20 Monaten wurde Jack Bauer durch chinesische Agenten von Los Angeles nach China entführt (→ Staffel 5). In chinesischer Gefangenschaft wurde er seitdem zwecks Preisgabe von Informationen gefoltert.
Seit drei Monaten ist Wayne Palmer, Bruder des ermordeten David Palmer, US-Präsident. Seit elf Wochen werden in US-Großstädten Terroranschläge verübt, zu denen sich noch niemand bekannt hat und bei denen über 900 Menschen starben. Weil als Verursacher militante Islamisten vermutet werden, ist die Stimmung in der Bevölkerung von Vorsicht und Abneigung gegenüber islamischen Menschen geprägt, zudem kommt es zu Anschlägen auf islamische Einrichtungen.
Die US-Regierung hält den drei Tage vor dem ersten Anschlag in die USA eingereisten Hamri Al-Assad, Massenmörder und seit Jahren Feind der USA, für den Drahtzieher der Anschläge. Vor vier Tagen hat Abu Fayed, ein vermeintlicher Komplize Al-Assads, der CTU die Nennung von Al-Assads Aufenthaltsort angeboten, wenn er dafür 25 Mio. US-$ sowie Jack Bauer erhält. Fayed will Bauers Tod als Vergeltung für den Tod seines Bruders, der einst bei einem von Bauer geführten Verhör gestorben war. Um auf den Tausch einzugehen, hat Palmer vor zwei Tagen Bauers Freilassung aus chinesischer Haft erwirkt.

### 6 bis 10 Uhr
Um kurz nach 6 Uhr sprengt sich in L. A. ein weiterer Selbstmordattentäter in einem Linienbus in die Luft, dabei reißt er 22 Menschen mit in den Tod. Homeland Security weist erstmals die höchste Terrorwarnstufe aus.

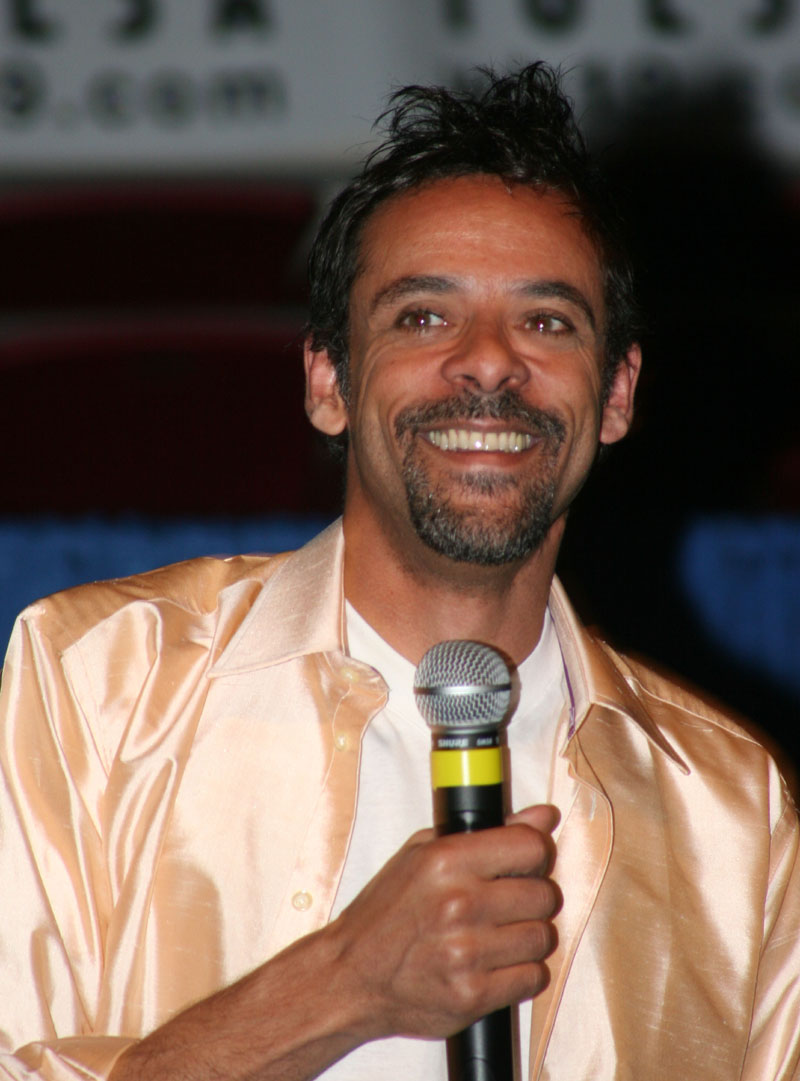
Alexander Siddig, Darsteller des Hamri Al-Assad

Gegen 6:15 wird Bauer, von Folter gezeichnet, von Zhi nahe L. A. an die CTU übergeben, die ihn noch vor 7 Uhr in Camp Pendleton an Fayed übergibt. Dieser foltert ihn mit Stichwaffen. Bauer erfährt von Fayed, dass er und nicht Al-Assad der Verantwortliche für die Terroranschläge ist. Fayed will mit Hilfe der CTU Al-Assads Tod, weil dieser dem Terrorismus abgeschworen hat und die Anschläge zu stoppen versucht. Während Fayed der CTU den Aufenthaltsort Al-Assads mitteilt, kann Bauer sich aus Fayeds Gefangenschaft befreien und fliehen. Weil Bauer mit seiner Aufforderung an Palmer, den Angriff auf Al-Assad zu unterlassen, mangels Glaubwürdigkeit keinen Erfolg hat, schafft er Al-Assad aus dessen Versteck, Sekunden bevor dieses durch Beschuss von CTU-Kampfhubschraubern zerstört wird.
Bei seinem Eintreffen in Al-Assads Versteck hat Bauer unter dessen Komplizen einen für Fayed spionierenden Mann mit enttarnt. Unter Folter durch Al-Assad gibt er eine von Fayed verwendete Adresse im Zentrum von L. A. preis, ehe Al-Assad ihn als Verräter exekutiert. Mit Bauer an dem Ort angelangt, erkennt Al-Assad zwei Männer als einen von Fayed geschickten Selbstmordattentäter und dessen Aufpasser. Nachdem ersterer die U-Bahn mit dem Ziel bestiegen hat, sich mit seinem Sprengstoffgürtel in der Union Station in die Luft zu sprengen, kann Bauer ihn ergreifen und während der Fahrt aus dem Zugende stoßen, Sekundenbruchteile bevor der Mann, „Allahu akbar“ rufend, durch den Gürtel zerrissen wird. Zeitgleich lässt Fayed in Baltimore, St. Louis und Chicago Selbstmordanschläge verüben, wobei in Summe mindestens 350 Menschen sterben. Da die NSA das Telefonat des von Al-Assad verfolgten Aufpassers mit Fayed über den gescheiterten Anschlag mitgeschnitten hat, erfährt Palmer von Fayeds Verantwortlichkeit, wodurch er Bauers Forderung als berechtigt eingesteht.
Die in einem Vorort von L. A. wohnende Familie Wallace nimmt auf Betreiben ihres Sohnes Scott den Nachbarn Ahmed Amar zum Schutz vor Lynchjustiz auf, die andere Nachbarn nach der Verhaftung von Ahmeds Vaters an ihm ausüben wollen. Als Ahmed, ein Komplize Fayeds, wieder in sein Haus zurückgekehrt ist, wird er dort von einem Nachbarn gelyncht, den Ahmed deshalb aus Notwehr erschießt. Von Scott dabei auf frischer Tat ertappt, nimmt der verletzte Ahmed die Familie Wallace als Geiseln und zwingt den Vater Ray zum Abholen eines für Fayed bestimmten Päckchens von einem Mann. Weil Ray diesen nicht ausreichend bezahlen kann, muss er ihn töten, um sich das Päckchen anzueignen. Ahmed erpressend, erreicht Ray die Freilassung seiner Frau, ehe er das Päckchen bei Fayed in Valencia abliefert.
Um zu Fayed zu gelangen, verfolgen Bauer, Al-Assad und ein von Curtis geleitetes CTU-Spezialteam den Aufpasser des Selbstmordattentäters bis in einen Stadtteil von Santa Clarita. Währenddessen lässt Wayne die neuerliche Forderung Fayeds umsetzen, 110 ausländische Schwerverbrecher aus einem Gefängnis in Palmdale zwecks Freilassung in ein Flugzeug zu bringen, damit Fayed keine weiteren Terroranschläge verübt. Nachdem der Aufpasser zur Vereitelung seiner Verhaftung Suizid begangen hat, findet die CTU um kurz vor 9 Uhr in seinen Daten mit Al-Assads Hilfe eine Liste von Bauteilen für eine sowjetische Kofferatombombe. Die Pläne wurden einst von dem Atomwissenschaftler Hasan Numair besorgt, der zu den in Palmdale freizulassenden Verbrechern gehört und dem ein als US-Beamter arbeitender Komplize Sayeds indes zur Flucht aus der Gefangenschaft und dem Erreichen von Sayeds Versteck in Valencia verhilft. Dort macht Numair mit dem von Ray übergebenen Bauteil die Bombe scharf.
Nachdem Rays Frau Jilian die Polizei über die Geiselnahme informiert hat, wird diese durch Jack und die CTU beendet, wobei Ahmed stirbt. Nachdem Wayne vom Botschafter von Al-Assads Herkunftsland überzeugt worden ist, dass es Al-Assad mit den Friedensbemühungen ernst ist, verschafft er Al-Assad vollständige Amnestie, damit er den Behörden beim Stoppen der Terroristen hilft. Curtis ist damit wegen der früheren Untaten Al-Assads aber nicht einverstanden und möchte deshalb Vergeltung an ihm üben, weswegen Jack ihn erschießt. Die CTU hat indes unter der von Scott mitgehörten Adresse Fayeds Komplizen in ihrem Versteck entdeckt, kann aber nicht mehr verhindern, dass Numair die Kofferatombombe zündet. Kurz vor 10 Uhr explodiert sie, eine Pilzwolke verursachend.
Unterdessen möchte das FBI zur Anschlagsprävention und unter Anwendung eines Gesetzes, das wegen der Terroranschläge neu geschaffen wurde und das die Bürgerrechte einschränkt, Personalakten in der Islamisch-Amerikanischen-Allianz in Washington, D.C. beschlagnahmen, einer von Walid Al-Rezani geleiteten Anwaltsorganisation, in der auch Sandra Palmer arbeitet, Schwester des US-Präsidenten. Sie sabotiert die Ermittlungen, indem sie Daten löscht, und wird deshalb mit Al-Rezani vom FBI verhaftet. Nachdem Wayne ihre Freilassung verfügt hat, verhindert Tom Lennox, der das Gesetz befürwortende Stabschef des Weißen Hauses, dass sie von Wayne die Freilassung Al-Rezanis erbitten kann. Dieser hört aus dem Gespräch zweier arabischstämmiger Männer in der Haftanstalt die Aussage heraus, dass es insgesamt „fünf Besucher“ gebe, durch die die CTU von vier weiteren Atombomben ausgeht.

### 10 bis 14 Uhr

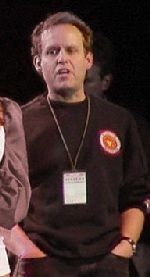
Peter MacNicol, Darsteller des Tom Lennox

Die Nuklearexplosion fordert mindestens 12.000 Tote. Wayne, auf den Anschlag reagierend, lässt den zivilen Flugverkehr einstellen und regiert fortan aus dem Presidential Emergency Operations Center unter dem Weißen Haus. Lennox treibt hinter dem Rücken des Präsidenten seine Pläne für die Änderung eines Gesetzes voran, das zur Vermeidung weiterer Anschläge die Bürgerrechte einschränkt und präventiv Deportationen und Internierungen arabischstämmiger Bürger ermöglicht. Dagegen scharf protestierend, wird die Nationale Sicherheitsberaterin Karen Hayes, Buchanans Ehefrau, von Lennox per Erpressung zu ihrem umgehenden Rücktritt gezwungen. Zu den indes verschärften staatlichen Sicherheitsvorkehrungen gehört auch die Überwachung von US-Staatsangestellten nahöstlicher Herkunft, darunter die muslimische CTU-Mitarbeiterin Nadia Yassir, durch Homeland Security. Fayed plant die restlichen vier Kofferatombomben noch heute explodieren zu lassen und lässt sich von Darren McCarthy, der ihm die Bomben verkauft hatte, einen Ersatz für Numair suchen.
Bei seiner Vernehmung in der CTU gibt Al-Assad den Namen des russischen Ex-Generals Dmitri Gredenko preis, mit dem Fayed im Jahr zuvor über den Kauf der Bomben verhandelt hatte. Weil zu Gredenkos Kontakten auch die von Jacks Vater Phillip geleitete Firma BXJ Technologies gehört, möchte Jack Phillip vernehmen. Er trifft aber nur auf seinen ebenfalls in der Firmenleitung tätigen Bruder Graem, den er misstrauisch in seinem Haus in Indian Falls zwecks Preisgabe von Informationen über Phillip foltert. Darunter gesteht Graem, dass BXJ die Nuklearsprengköpfe bei Gredenko bestellt hatte, um ihren Inhalt im Rahmen der Abrüstung zu recyceln. BXJ hatte den Munitionsentsorger McCarthy mit der Überwachung der Arbeiten beauftragt, jedoch hat dieser die Bomben von BXJ gestohlen und an Fayed verkauft. In McCarthys Büro in Simi Valley trifft Jack mit Graem auf Phillip, der davon ausging, dass die Bomben nicht mehr hätten explodieren können. Graem stellt sich nun gegen Jack und Phillip, die er zwecks Exekution abführen lässt, sich aber rasch befreien können.
In der Annahme, von Graem belogen worden zu sein, lässt Jack seinen Bruder mit CTU-Hilfe foltern, um so McCarthy zu finden. Darunter gesteht Graem dem schwer erschütterten Jack aber, dass er – von Patriotismus getrieben – die Ermordung David Palmers, Michelle Desslers und Tony Almeidas und die Auslieferung Jacks an China angeordnet hat sowie für die damit zusammenhängende Verschwörung verantwortlich ist (→ Staffel 5). Mit diesem Geständnis lenkt Graem seinen Bruder jedoch insgeheim von den wahren Motiven ab, über die er sich mit seinem Vater verschworen hat. Dieser ermordet seinen Sohn Graem, um zu verhindern, dass Graem in CTU-Verhören diese Informationen preisgibt, und macht die CTU glauben, Graem sei durch die Folgen der Folter gestorben.
Unterstützt von seiner Freundin Rita Brady, entführt McCarthy den CTU-Datenanalytiker Morris O’Brian, um ihn für Fayed die Zünder programmieren zu lassen. Brady jedoch ermordet ihren Freund, um sich selbst von Fayed bezahlen zu lassen. Bei Fayed eingetroffen, zwingt Fayed Morris per Folter mit Schlägen, Untertauchen und Bohrmaschine zu der Arbeit, ehe er Brady ermordet. Nach der Entdeckung von McCarthys Leiche und der Auswertung von dessen Anrufdaten gelangt die CTU zum Gebäude von Fayeds Aufenthaltsort, das sie stürmt und dabei Fayeds Komplizen tötet; Fayed flüchtet. Nur mit Chloes Hilfe schafft es Jack, die Explosion einer mit dem neu programmierten Zünder bestückten Kofferatombombe in letzter Sekunde zu verhindern.
Das FBI setzt Al-Rezani ungefragt als Spion unter seinen Mitgefangenen zur Ermittlung von Informationen über eine Verbindung zu Fayed ein, jedoch ohne Erkenntnisgewinn; Al-Rezani fällt als Spion auf und wird von Häftlingen gelyncht. Unter diesem Eindruck lehnt Wayne zum Schutz der US-Verfassung Lennox’, auch von Vizepräsident Noah Daniels befürwortete, Gesetzesänderung ab. Al-Assad, in Waynes Regierungssitz eingetroffen, erklärt sich dazu bereit, per Fernsehansprache die Mitglieder der islamischen Gemeinden zum Melden von Informationen über Fayed aufzufordern. Lennox, nunmehr mit dem Wissen, dass Fayed auch die übrigen drei Atombomben zünden kann, billigt den Plan seines Stellvertreters Reed Pollock, Wayne zwecks Durchsetzung der Gesetzesänderung abzusetzen.

### 14 bis 18 Uhr

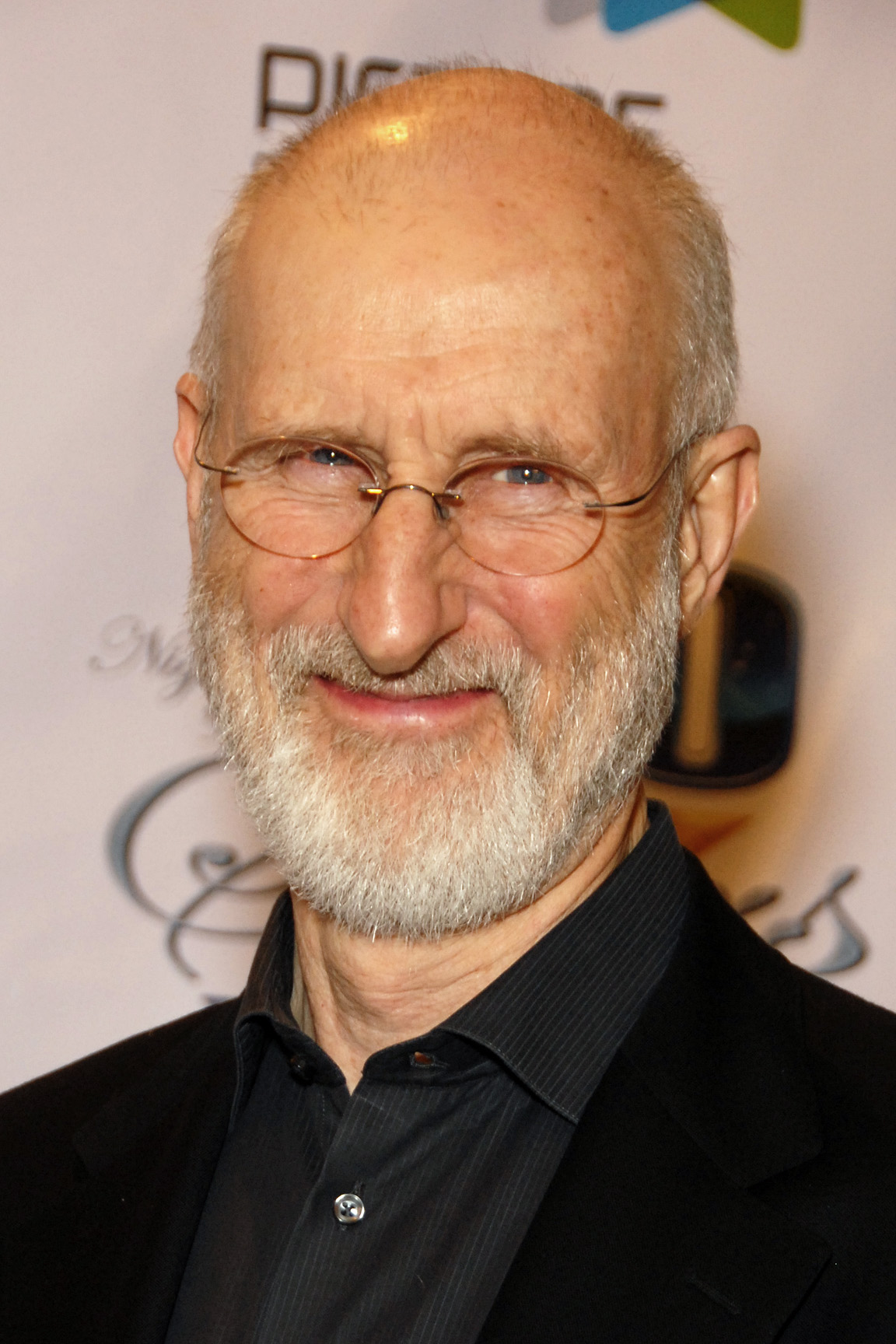
James Cromwell, Darsteller des Phillip Bauer

Wayne ist nun mit der Ablehnung der Gesetzesänderung im Kabinett isoliert. Pollock erfährt für seinen Plan, den Präsidenten zwecks Absetzung mit einem Bombenanschlag zu ermorden und die Schuld dafür Al-Assad zu geben, von Lennox Ablehnung. Deshalb, und damit Pollock den Lieferanten des Sprengsatzes in den Regierungsbunker einschleusen kann, sperrt Pollock ihn ein.
Durch ein auf Fayeds Computer sichergestelltes E-Mail-Fragment geht die CTU davon aus, dass Fayed mit Gredenko zusammenarbeitet. Gredenko, radikaler Nationalist, will die restlichen drei Atombomben gegen die USA einsetzen, weil Russland während des Kalten Krieges damit gescheitert sei, und die Schuld dafür den Arabern geben. Phillip belügt seine Familie, um BXJ zu schützen, und spioniert in der CTU, um Gredenko zu finden. Jack geht mit Graems Witwe Marilyn einer Adresse nach, an der sich Graem einst mit Russen getroffen hatte. Um die CTU vom Auffinden Gredenkos abzuhalten, erpresst Phillip von Marilyn, ihr mit der Ermordung ihres Sohns Josh drohend, die CTU zu einer anderen Adresse zu führen. Dort geraten Jack, Marilyn und der CTU-Angestellte Milo Pressman in einen Hinterhalt Phillips. Jack überwältigt dessen Auftragskiller aber und erfährt daraufhin von Marilyn, dass Phillip sie erpresst und er Graem ermordet hat. An der Marilyn bekannten Adresse findet die CTU jedoch keine Spur von Gredenko.
Phillip lässt seinen Enkel im Tausch für Jack frei. In der Gefangenschaft seines Vaters erfährt Jack von Phillip, dass er von Gredenko mit dem Kundtun seiner Beteiligung an der Ermordung David Palmers dazu erpresst wurde, ihm einige der erworbenen Atombomben abzuzweigen. Phillip hat erst nach der Nuklearexplosion erfahren, dass Gredenko die Bomben an Fayed verkauft hat, und versucht seitdem, Gredenko zwecks Verhinderung weiterer Explosionen zu finden. Phillip, seine Verhaftung befürchtend, flüchtet, während Jack seine durch ihn angekündigte Exekution erwartet, und hinterlässt ihm zwecks Auffindens von Gredenko eine Telefonnummer. Darunter erreicht Jack den Ex-Präsidenten Charles Logan, verantwortlich für die Ermordung David Palmers.
Morris kehrt trotz Folterverletzungen an seine Arbeit in der CTU zurück und gibt sich zur Aufheiterung kurzzeitig dem Alkohol hin.
Pollock zündet die an einem Pult befestigte Bombe kurz vor 17 Uhr, wodurch Al-Assad stirbt und Wayne schwer verletzt wird. Mit der Androhung, Lennox mit falschen Anschuldigungen zu belasten, lässt Pollock ihn frei, der jedoch kurz darauf Pollock und dessen Komplizen als Attentäter verhaften lässt. Der indes die Amtsgeschäfte übernehmende Vizepräsident vertuscht anschließend die Ermittlungen des Secret Service bzgl. der Attentatshintergründe, um die Situation zur Durchsetzung der Gesetzesänderung auszunutzen. Die darin enthaltene, sofortige Außerkraftsetzung von Bürgerrechten verkündet er in einer Fernseh-Rede zur Lage der Nation. Wegen der Amtsunfähigkeit Waynes nimmt Hayes ihr Rücktrittsgesuch zurück.
Um sich beruflich zu rehabilitieren, hilft Logan der CTU, Anatoly Markov zu kontaktieren, der der russische Generalkonsul in L. A. und zugleich Kontaktmann Gredenkos ist. Logan versucht im russischen Konsulat diplomatisch, Markov zur Preisgabe von Gredenkos Aufenthaltsort zu überreden, und setzt ihn dazu auch mit dem Kundtun seiner Beteiligung an der Lieferung des Nervengases an die russischen Separatisten (→ Staffel 5) unter Druck. Weil Markov den Ort nicht mitteilt, foltert ihn Jack, eingedrungen in das Konsulat. Kurz vor Jacks Verhaftung wenige Augenblicke vor 18 Uhr und erst, nachdem Jack ihm mit einem Zigarrenschneider einen Finger abgetrennt hat, verrät Markov, dass Gredenko die Atombomben im Shadow Valley in der Mojave-Wüste auf ferngesteuerte Drohnen montieren lässt, die in zwei Stunden einsatzbereit sind.

### 18 bis 22 Uhr

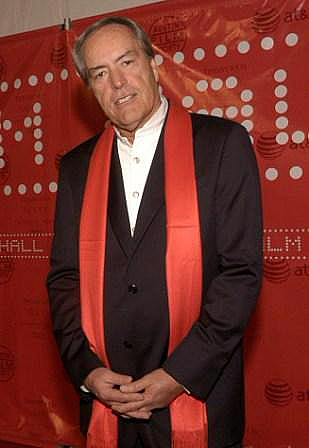
Powers Boothe, Darsteller des Noah Daniels

Daniels droht dem Botschafter von Al-Assads Heimatland, vor dessen Küste das US-Militär bereits mit mehreren Flugzeugträgern in Stellung gegangen ist, mit einem militärischen Vergeltungsschlag, wenn es nicht entscheidend zum Stoppen der Attentäter beiträgt, und lässt den Botschafter durch Lennox über Beweise für die angebliche Schuld Al-Assads am Attentat auf Wayne belügen.
Charles überzeugt seine Ex-Frau Martha davon, die Ehefrau des russischen Präsidenten Yuri Suvarov anzurufen, damit diese Yuri davon überzeugt, dass sich Markov von der CTU verhören lässt. Während Martha und Charles auf das Telefonat warten, sticht die über Charles’ frühere Verbrechen nach wie vor verbitterte Martha auf ihren Ex-Mann ein, der deshalb wenig später einen Herzstillstand erleidet. Da Markov Yuris Forderung nicht nachkommen will, erteilt Yuri der CTU die Erlaubnis, Markov gewaltsam zu ergreifen. Deshalb führt die CTU unter der Leitung von Mike Doyle, neuer Leiter der Abteilung für Geheimoperationen, einen Sturmangriff auf das Konsulat durch. Markov warnt vor einem Suizidversuch noch Gredenko vor. Jack wird befreit und informiert die CTU über den Aufenthaltsort Gredenkos.
Ehe Fayed und Gredenko flüchten, lassen sie kurz nach 19 Uhr noch eine mit einer Atombombe bestückte Drohne starten. Um die CTU am Aufspüren der Drohne zu hindern, lässt Gredenko seine Komplizen per Fernwartungsmodul auf Nadia Yassirs Computer zugreifen. Dadurch wird Yassir als Verdächtige verhaftet und von Doyle verhört. Die CTU ergreift Gredenkos Komplizen in nur geringer Entfernung zum CTU-Gebäude, wodurch Jack die Drohne ferngesteuert notlanden kann, kurz bevor die Atombombe in San Francisco explodiert wäre. Allerdings wird sie dabei beschädigt, wodurch Radioaktivität austritt und CTU-Agenten verstrahlt werden. Daniels rechtfertigt mit diesem Umstand unter Hayes’ Protest den von ihm beabsichtigten nuklearen Vergeltungsschlag gegen Fayeds und Al-Assads Heimatland.
Jack erfährt, dass Audrey bei ihrem Versuch, ihn in China zu finden, gestorben sei. Gredenko beauftragt den Sicherheitsberater Mark Hauser, Sicherheitspläne eines Atomkraftwerks zu beschaffen, das nächste Anschlagsziel. Durch Abhören spürt die CTU Hauser auf. Jack und die CTU können Gredenko in eine Falle locken und verhaften. Doyle versucht zu seinem eigenen Schutz, den Fund des Fernwartungsmoduls geheim zu halten, wird diesbezüglich aber bald entdeckt, sodass Yassir freigelassen wird und ihre Arbeit wieder aufnimmt.
Um den nuklearen Vergeltungsschlag gegen Fayeds Heimatland zu verhindern, veranlasst Hayes Sandra dazu, ihren Bruder aus dem Hirnödem-bedingten, künstlichen Koma zu holen. Wayne, sich wegen mangelnder Erholung in Lebensgefahr begebend, widerruft den Angriffsbefehl. Jedoch lässt Daniels umgehend das Kabinett über die Amtsuntauglichkeit Waynes mit Blick auf den 25. Verfassungszusatz abstimmen. Weil die Abstimmung mit Stimmengleichheit endet, kann Wayne im Amt bleiben. Mit dem Ziel, die Abstimmung dennoch zu Ungunsten Waynes enden zu lassen, ficht Daniels Hayes’ Votum mit der Begründung an, ihr Rücktritt sei noch nicht unwirksam. Damit ohne große Erfolgsaussichten, lässt er sich in einem insgeheim von Lennox aufgezeichneten Gespräch auf den Vorschlag seiner Assistentin und Liebhaberin Lisa Miller ein, zu seinen Gunsten vor dem Generalstaatsanwalt einen Meineid zu leisten. Davon sieht Daniels jedoch wieder ab, als Lennox ihn mit der Publikmachung der Gesprächsaufnahme erpresst.
Die CTU setzt Gredenko, vorgeblich zur Übergabe der Sicherheitspläne, insgeheim aber zur Verhaftung Fayeds, für das Treffen mit Fayed ein. Um sich seiner Überwachung zu entziehen, lässt sich Gredenko, bei Fayed eingetroffen, den radioaktiv markierten Arm abhacken. Gemeinsam mit Fayed vor Jack flüchtend, diskreditiert Gredenko vor Kneipenbesuchern Fayed als Terroristen, wodurch Fayed gelyncht wird und Gredenko allein flüchten kann. Schwer verletzt, wird Fayed von der CTU verhaftet. Gredenko verblutet am Strand.
Wayne, der sich zur Erhaltung seiner Amtstauglichkeit entgegen ärztlichem Rat mit Adrenalininjektionen aufputschen lässt, befiehlt zur Überraschung aller plötzlich doch den nuklearen Vergeltungsschlag auf Fayeds Land, um so Führungsstärke gegenüber Daniels zu beweisen.

### 22 bis 2 Uhr
Wayne widerruft seinen Angriffsbefehl auf Fayeds Heimatland und erklärt ihn als Bluff, mit dem er von dem Botschafter die Information erhält, dass Fayed zur Durchführung der Terroranschläge durch den General Mohmar Habib beauftragt wurde. Jack gelingt es trotz Anwendung von Folter nicht, Fayed zur Preisgabe des Standortes der beiden übrigen Kofferatombomben zu bringen. Um die Bomben dennoch zu finden, inszeniert die CTU zu Fayeds Schein seine Befreiung, auch per Erpressung des zu diesem Zweck gefolterten Habibs. Nachdem Fayed das Täuschungsmanöver aufgefallen ist, tötet er einige der daran beteiligten CTU-Agenten und flüchtet, insgeheim von Jack verfolgt, zu seinen Komplizen, die Jack, ebenso wie Fayed überwältigt und tötet. Die CTU stellt die Kofferatombomben sicher.
Unmittelbar nach der Tötung Fayeds wird Jack durch den chinesischen Agenten Cheng Zhi damit erpresst, ihm für Audreys Freilassung eine Komponente des Zünders einer der Kofferatombomben auszuliefern. Sie enthält einen Algorithmusprototypen ohne modernen Entschlüsselungsschutz und würde den Chinesen den Zugriff auf die gesamte russische Militärtechnologie erlauben. Jack lässt sich von Wayne die Erlaubnis erteilen, die Komponente zur Freilassung Audreys zu verwenden und anschließend unter allen Umständen zu vernichten, selbst wenn er dadurch sterben würde. Wayne bricht während einer Pressekonferenz wegen einer Hirnblutung zusammen, wird dadurch abermals amtsunfähig und von Daniels vertreten, der sogleich die an die CTU erteilte Erlaubnis zur Verwendung der Zündkomponente widerruft, sodass Jack die Komponente nunmehr auf eigene Faust gegen Audrey einzutauschen plant.
Unterdessen möchte das Justizministerium einen Vorgang öffentlichkeitswirksam bestrafen, bei dem die CTU vor Wochen Fayed schon einmal in Untersuchungshaft hatte, ihn aber auf Veranlassung Buchanans mangels Beweisen freiließ. Hayes, die als Buchanans Vorgesetzte Fayed damals nicht näher hatte überprüfen lassen, entlässt daher notgedrungen ihren Mann. Dadurch übernimmt Nadia Yassir die kommissarische Leitung der CTU L. A.
Jack übergibt die Komponente am Treffpunkt an Cheng Zhi und erhält dafür Audrey, die in ihrer Gefangenschaft pharmakologisch gefoltert wurde und schwer traumatisiert ist. Weil die CTU das Treffen stürmt, kann Jack die Bombe nicht mehr zünden, die die Komponente vernichtet und ihn und Cheng Zhi getötet hätte. Während Jack von der CTU verhaftet wird, flüchtet Cheng mit der Komponente. Um Cheng schnell zu finden, lässt Yassir die ärztliche Behandlung der katatonischen Audrey mit Drogen zu, ihren Tod riskierend. Zur Vereitelung dieser Behandlung befreit Doyle den eingesperrten Bauer, mit dem Audrey als einzigem spricht, sodass sie schließlich einen von Cheng verwendeten Ort preisgibt. Ihr Vater James Heller macht Jack für Audreys Zustand verantwortlich und verbietet ihm daher den weiteren Kontakt mit ihr.
Weil die Zünderkomponente in chinesische Hand gelangt ist, droht der russische Präsident ggü. Daniels mit militärischen Konsequenzen, sollte sie US-Territorium verlassen. Rasch entdecken Daniels und Lennox, dass Daniels von seiner Liebhaberin Lisa Miller nicht nur mit dem anderen Liebhaber Mark Bishop betrogen wird, sondern auch, dass Bishop ohne ihr Wissen als russischer Spion arbeitet und so die Informationen bzgl. der Komponente weitergegeben hat.
Nachdem Chloe gegenüber Morris einen garstigen Scherz gemacht hat, beantragt er seine Versetzung, der Yassir aber nicht entspricht. Daher bricht er die wiederentstehende Liebesbeziehung mit Chloe abermals ab.

### 2 bis 6 Uhr
Da die Komponente mit den russischen Militärcodes beschädigt ist, lässt Cheng sie sich mit Hilfe Phillip Bauers reparieren. Im Gegenzug für Phillips Hilfe lässt Cheng von seinen chinesischen Komplizen Josh Bauer aus dem CTU-Gebäude entführen, weil Phillip mit seinem Enkel in China ein neues Leben beginnen möchte. Zu dem Zweck verschaffen sich Chengs Komplizen durch die Kanalisation Zutritt und töten mehrere Wachleute und den sich als CTU-Leiter ausgebenden Milo Pressman. Um die CTU mit zu verteidigen, erreicht Jack seine Freilassung. Während ein Teil der Chinesen mit Josh flüchtet, befreien sich die Geiseln aus ihrer Gewalt, ehe es Jack und Doyle gelingt, Joshs Entführung durch Cheng abzubrechen, der weiterhin flüchtet und dem, weil ihm die Auslieferung Joshs misslungen ist, von Phillip die Rückgabe der Komponente verweigert wird.
Unter Strafandrohung wird Miller von Daniels dazu gezwungen, Bishop gefälschte Informationen zuzuspielen, damit die russische Führung von militärischen Reaktionen ggü. den USA absieht. Bei der Aktion wird Bishop, auch durch Lennox’ Drohung mit der Todesstrafe, zur Weitergabe der Informationen gezwungen. Weil Bishop von seinen Landsleuten observiert wird, bemerkt Suvarov den Schwindel aber. Kurz vor 4 Uhr droht er ggü. Daniels, bis 6 Uhr mit militärischen Maßnahmen gegen US-amerikanische Militärstützpunkte in Zentralasien zu beginnen; russische Panzerdivisionen sind bereits unterwegs. Wenig später wird Daniels durch Phillip damit erpresst, ihm seinen Enkel im Tausch für die Komponente auszuliefern, deren Sicherstellung Suvarov als Beweis einfordert.
Um zu verhindern, dass Jack die Auslieferung seines Neffen vereitelt, lässt ihn Daniels in CTU-Gewahrsam nehmen. Mit seiner Warnung, dass man Phillip nicht trauen könne und dieser die Komponente nicht herausgeben werde, findet Jack nur bei Hayes Verständnis. Sich über Vorschriften hinwegsetzend, setzt Hayes deshalb ihren Mann Buchanan dazu ein, Jack aus dem CTU-Gewahrsam zu befreien. Jedoch können Jack und Buchanan nicht mehr verhindern, dass die CTU bei dem Austausch in eine Falle Phillips tappt, wodurch Josh in Phillips Gewalt kommt und Doyle schwer im Gesicht verletzt wird. Weil sie Daniels’ Befehl sabotiert hat, wird Hayes verhaftet. Um Schaden von der Regierung abzuwenden, lässt sich Daniels, der wegen des fehlgeschlagenen Tauschs in Selbstzweifel geraten ist, aber von ihrer Freilassung überzeugen.
Phillip holt seinen Enkel auf eine Offshore-Bohrplattform, von wo aus er mit ihm, Cheng und der Komponente in einem wartenden chinesischen U-Boot gen China fliehen will. Unterdessen stehen russische Truppenverbände kurz vor einem Angriff auf eine US-Militärbasis in Asien. Zur Verhinderung des Angriffes und zur Vernichtung der Komponente befiehlt Daniels, die Plattform durch Beschuss von F/A-18-Düsenjägern zu zerstören. Um Josh zu retten, hilft Buchanan Jack dabei, mit einem gestohlenen Hubschrauber auf die Plattform zu gelangen und Cheng und Josh an Bord zu nehmen. Jack lässt den von Josh angeschossenen Phillip mit der Komponente auf der Plattform zurück, Sekunden bevor diese durch den Düsenjägerbeschuss zerstört wird.
Chloe bricht bei der Arbeit wegen Übermüdung zusammen und teilt dem sich ihr daraufhin wieder annähernden Morris mit, dass sie schwanger ist.
Mit vorgehaltener Waffe drückt Jack gegenüber Heller seinen Unmut darüber aus, dass er nicht eher aus der chinesischen Gefangenschaft freigekommen ist und dass er für Audreys Zustand verantwortlich sei. Sich von der schlafenden Audrey verabschiedend, kündigt Jack an unterzutauchen.

## Produktion
Für die Rolle des von James Cromwell gespielten Vaters von Jack Bauer, Phillip Bauer, war ursprünglich Donald Sutherland vorgesehen, Vater von Kiefer Sutherland. Als Begründungen dafür, dass er die Rolle nicht wahrnahm, wurden seinerseitige Terminschwierigkeiten genannt und, dass er sie wegen des Drehbuches ablehnte.

## Besetzung und Synchronsprecher

### Hauptbesetzung
| Rollenname     | Schauspieler      | Synchronsprecher   | Rolle                                                                                         |
| -------------- | ----------------- | ------------------ | --------------------------------------------------------------------------------------------- |
| Jack Bauer     | Kiefer Sutherland | Tobias Meister     | Ehemaliger CTU-Agent, Bruder von Graem Bauer, Sohn von Phillip Bauer                          |
| Chloe O’Brian  | Mary Lynn Rajskub | Julia Ziffer       | CTU-Datenanalytikerin, Ex-Ehefrau von Morris O’Brian                                          |
| Bill Buchanan  | James Morrison    | Norbert Langer     | Leiter der CTU Los Angeles, Ehemann von Karen Hayes                                           |
| Wayne Palmer   | D. B. Woodside    | Oliver Feld        | US-Präsident, Bruder von Sandra Palmer                                                        |
| Morris O’Brian | Carlo Rota        | Erich Räuker       | CTU-Datenanalytiker, Ex-Ehemann von Chloe O’Brian                                             |
| Karen Hayes    | Jayne Atkinson    | Monica Bielenstein | Nationale Sicherheitsberaterin, Ehefrau von Bill Buchanan                                     |
| Milo Pressman  | Eric Balfour      | Marius Clarén      | Technischer Leiter in der CTU-Datenanalyse-Abteilung                                          |
| Nadia Yassir   | Marisol Nichols   | Bianca Krahl       | CTU-Datenanalytikerin, Muslimin, kommissarische Leiterin der CTU L. A.                        |
| Tom Lennox     | Peter MacNicol    | Olaf Reichmann     | Stabschef des Weißen Hauses                                                                   |
| Sandra Palmer  | Regina King       | Peggy Sander       | Anwältin in der Islamisch-Amerikanischen Allianz Washington, D.C., Schwester von Wayne Palmer |

### Neben- und Gastdarsteller
| Rollenname      | Schauspieler          | Synchronsprecher           | Rolle |
| --------------- | --------------------- | -------------------------- | --- |
| Scott Wallace   | Michael Angarano      | Ricardo Richter            | Sohn von Jillian und Ray Wallace |
| Jillian Wallace | Megan Gallagher       | Juana-Maria von Jascheroff | Ehefrau von Ray Wallace |
| Ray Wallace     | Raphael Sbarge        | Sven Gerhardt              | Ehemann von Jillian Wallace |
| Noah Daniels    | Powers Boothe         | Hans-Werner Bussinger      | US-Vizepräsident, Liebhaber von Lisa Miller                                                                                             |
| Phillip Bauer   | James Cromwell        | Jochen Schröder            | Vorstandsvorsitzender von BXJ Technologies, Vater von Jack und Graem Bauer                                                              |
| Josh Bauer      | Evan Ellingson        | Till Völger                | Sohn von Graem und Marilyn Bauer |
| Anya Suvarova   | Kathleen Gati         | Uta Noack                  | Ehefrau von Yuri Suvarov |
| Yuri Suvarov    | Nick Jameson          | Sergey Gladkirch           | Russischer Präsident |
| Walid Al-Rezani | Harry J. Lennix       | Bodo Wolf                  | Bezirksdirektor der Islamisch-Amerikanischen Allianz Washington, D.C.                                                                   |
| Reed Pollock    | Chad Lowe             | Michael Deffert            | Stellvertretender Stabschef des Weißen Hauses, Lobbyist                                                                                 |
| Darren McCarthy | David Hunt            | Hans-Jürgen Wolf           | Selbstständiger Munitionsentsorger |
| Samuels         | Scott William Winters | Viktor Neumann             | FBI-Agent |
| Cheng Zhi       | Tzi Ma                | Wolfgang Condrus           | Ehemaliger Sicherheitschef des chinesischen Konsulats von L. A.                                                                         |
| Abu Fayed       | Adoni Maropis         | Michael Iwannek            | Terrorist |
| Lisa Miller     | Kari Matchett         | Andrea Aust                | Assistentin von Noah Daniels, Liebhaberin von Mark Bishop und Noah Daniels                                                              |
| Graem Bauer     | Paul McCrane          | Till Hagen                 | Co-Geschäftsführer von BXJ Technologies, Bruder von Jack Bauer, Sohn von Phillip Bauer, Vater von Josh Bauer, Ehemann von Marilyn Bauer |
| Anatoly Markov  | John Noble            | Karl Schulz                | Russischer Generalkonsul in Los Angeles, Komplize von Gredenko                                                                          |
| Ahmed Amar      | Kal Penn              | Markus Pfeiffer            | Komplize von Abu Fayed |
| Bruce Carson    | Michael Reilly Burke  | Bernd Vollbrecht           | Lobbyist, Bombenbauer |
| Mike Doyle      | Ricky Schroder        | Florian Halm               | Leiter der Abteilung für Geheimoperationen bei der CTU L. A.                                                                            |
| Dmitri Gredenko | Rade Šerbedžija       | Klaus-Dieter Klebsch       | Terrorist, Russischer Ex-General, Nationalist                                                                                           |
| Mark Bishop     | Michael Shanks        | Klaus-Peter Grap           | Russischer Spion, Liebhaber von Lisa Miller                                                                                             |
| Hamri Al-Assad  | Alexander Siddig      | Detlef Bierstedt           | Ehemaliger Terrorist |
| Marilyn Bauer   | Rena Sofer            | Maria Sumner               | Ehefrau von Graem Bauer, Mutter von Josh Bauer                                                                                          |
| Audrey Raines   | Kim Raver             | Ranja Bonalana             | Ehemalige Geliebte von Jack Bauer, Tochter von James Heller                                                                             |
| Charles Logan   | Gregory Itzin         | Lutz Mackensy              | Ehemaliger US-Präsident, Ex-Ehemann von Martha Logan                                                                                    |
| Curtis Manning  | Roger Cross           | Peter Flechtner            | CTU-Agent |
| Martha Logan    | Jean Smart            | Katarina Tomaschewsky      | Ehemalige First Lady |
| James Heller    | William Devane        | Uli Krohm                  | Ehemaliger US-Verteidigungsminister, Vater von Audrey Raines                                                                            |
| Ethan Kanin     | Bob Gunton            | Joachim Pukaß              | US-Verteidigungsminister |
| (nicht genannt) | Ajay Mehta            | Stephan Hoffmann           | Botschafter von Assads Heimatland |

## Veröffentlichung
Die Erstausstrahlung der sechsten Staffel war vom 14. Januar bis zum 21. Mai 2007 auf dem US-Sender Fox zu sehen. Anlässlich des Ausstrahlungsbeginns der Staffel im Januar 2007 leitete FOX ab Herbst 2006 eine umfassende Werbekampagne ein, die zunächst aus Fernsehwerbespots bestand. Hinzu kam das Sponsoring des Programms mehrerer Radiosender, darunter Jack FM, Radio One, Clear Channel und CBS Radio, an den Tagen unmittelbar vor dem Staffelauftakt; das Radioprogramm enthielt dabei mehrere Hinweise auf die Serie, war aber darüber hinaus werbefrei. In den am Premierenabend zuvor ausgestrahlten Episoden der Simpsons wurde eine Countdown-Uhr eingeblendet. Am Tag nach der Erstausstrahlung der zweiten, zum Staffelauftakt gehörigen Doppelfolge, wurden alle vier Episoden auf DVD veröffentlicht. Eine solch zeitnahe DVD-Veröffentlichung war zur damaligen Zeit ein Novum, sie diente zum gegenseitigen Bewerben beider Formate. Die DVD enthielt auch den Beginn der fünften Episode und einen Gutschein für 24-DVDs. Die deutschsprachige Erstausstrahlung sendete der Schweizer Free-TV-Sender SF 2 vom 13. März bis zum 5. Juni 2008.
Die komplette Staffel erschien in den USA und Kanada am 4. Dezember 2007 auf DVD, in Deutschland am 2. Oktober 2008.

## Episoden
| Nr. (ges.) | Nr. (St.) | Deutscher Titel          | Originaltitel                  | Erstausstrahlung USA | Deutschsprachige Erstausstrahlung (SF zwei) | Regie         | Drehbuch                                               | Erstausstrahlung im Free-TV Deutschlands (ProSieben) |
| ---------- | --------- | ------------------------ | ------------------------------ | -------------------- | ------------------------------------------- | ------------- | ------------------------------------------------------ | ---------------------------------------------------- |
| 121        | 1         | Tag 6: 6:00 – 7:00 Uhr   | Day 6: 6:00 a.m. – 7:00 a.m.   | 14. Jan. 2007        | 13. März 2008                               | Jon Cassar    | Howard Gordon                                          | 23. Juni 2008                                        |
| 122        | 2         | Tag 6: 7:00 – 8:00 Uhr   | Day 6: 7:00 a.m. – 8:00 a.m.   | 14. Jan. 2007        | 13. März 2008                               | Jon Cassar    | Manny Coto                                             | 23. Juni 2008                                        |
| 123        | 3         | Tag 6: 8:00 – 9:00 Uhr   | Day 6: 8:00 a.m. – 9:00 a.m.   | 15. Jan. 2007        | 20. März 2008                               | Brad Turner   | Evan Katz, David Fury                                  | 30. Juni 2008                                        |
| 124        | 4         | Tag 6: 9:00 – 10:00 Uhr  | Day 6: 9:00 a.m. – 10:00 a.m.  | 15. Jan. 2007        | 20. März 2008                               | Brad Turner   | Robert Cochran                                         | 30. Juni 2008                                        |
| 125        | 5         | Tag 6: 10:00 – 11:00 Uhr | Day 6: 10:00 a.m. – 11:00 a.m. | 22. Jan. 2007        | 27. März 2008                               | Milan Cheylov | Joel Surnow, Michael Loceff                            | 7. Jul. 2008                                         |
| 126        | 6         | Tag 6: 11:00 – 12:00 Uhr | Day 6: 11:00 a.m. – 12:00 p.m. | 29. Jan. 2007        | 27. März 2008                               | Milan Cheylov | Joel Surnow, Michael Loceff                            | 7. Jul. 2008                                         |
| 127        | 7         | Tag 6: 12:00 – 13:00 Uhr | Day 6: 12:00 p.m. – 1:00 p.m.  | 5. Feb. 2007         | 3. Apr. 2008                                | Jon Cassar    | Howard Gordon, Manny Coto                              | 14. Jul. 2008                                        |
| 128        | 8         | Tag 6: 13:00 – 14:00 Uhr | Day 6: 1:00 p.m. – 2:00 p.m.   | 12. Feb. 2007        | 3. Apr. 2008                                | Jon Cassar    | Evan Katz, David Fury                                  | 14. Jul. 2008                                        |
| 129        | 9         | Tag 6: 14:00 – 15:00 Uhr | Day 6: 2:00 p.m. – 3:00 p.m.   | 12. Feb. 2007        | 10. Apr. 2008                               | Brad Turner   | Adam E. Fierro                                         | 21. Jul. 2008                                        |
| 130        | 10        | Tag 6: 15:00 – 16:00 Uhr | Day 6: 3:00 p.m. – 4:00 p.m.   | 19. Feb. 2007        | 10. Apr. 2008                               | Brad Turner   | Evan Katz, David Fury                                  | 21. Jul. 2008                                        |
| 131        | 11        | Tag 6: 16:00 – 17:00 Uhr | Day 6: 4:00 p.m. – 5:00 p.m.   | 26. Feb. 2007        | 17. Apr. 2008                               | Tim Iacofano  | Manny Coto                                             | 28. Jul. 2008                                        |
| 132        | 12        | Tag 6: 17:00 – 18:00 Uhr | Day 6: 5:00 p.m. – 6:00 p.m.   | 5. März 2007         | 17. Apr. 2008                               | Tim Iacofano  | Evan Katz, David Fury; Idee: Howard Gordon             | 28. Jul. 2008                                        |
| 133        | 13        | Tag 6: 18:00 – 19:00 Uhr | Day 6: 6:00 p.m. – 7:00 p.m.   | 12. März 2007        | 24. Apr. 2008                               | Jon Cassar    | Joel Surnow, Michael Loceff                            | 4. Aug. 2008                                         |
| 134        | 14        | Tag 6: 19:00 – 20:00 Uhr | Day 6: 7:00 p.m. – 8:00 p.m.   | 19. März 2007        | 24. Apr. 2008                               | Jon Cassar    | Howard Gordon, Evan Katz; Idee: Manny Coto, David Fury | 4. Aug. 2008                                         |
| 135        | 15        | Tag 6: 20:00 – 21:00 Uhr | Day 6: 8:00 p.m. – 9:00 p.m.   | 26. März 2007        | 1. Mai 2008                                 | Brad Turner   | Manny Coto, Howard Gordon                              | 4. Aug. 2008                                         |
| 136        | 16        | Tag 6: 21:00 – 22:00 Uhr | Day 6: 9:00 p.m. – 10:00 p.m.  | 2. Apr. 2007         | 1. Mai 2008                                 | Brad Turner   | Robert Cochran, Evan Katz                              | 11. Aug. 2008                                        |
| 137        | 17        | Tag 6: 22:00 – 23:00 Uhr | Day 6: 10:00 p.m. – 11:00 p.m. | 9. Apr. 2007         | 8. Mai 2008                                 | Bryan Spicer  | David Fury                                             | 11. Aug. 2008                                        |
| 138        | 18        | Tag 6: 23:00 – 0:00 Uhr  | Day 6: 11:00 p.m. – 12:00 a.m. | 16. Apr. 2007        | 8. Mai 2008                                 | Bryan Spicer  | Matt Michnovetz, Nicole Ranadive                       | 11. Aug. 2008                                        |
| 139        | 19        | Tag 6: 0:00 – 1:00 Uhr   | Day 6: 12:00 a.m. – 1:00 a.m.  | 23. Apr. 2007        | 15. Mai 2008                                | Brad Turner   | Joel Surnow, Michael Loceff                            | 18. Aug. 2008                                        |
| 140        | 20        | Tag 6: 1:00 – 2:00 Uhr   | Day 6: 1:00 a.m. – 2:00 a.m.   | 30. Apr. 2007        | 15. Mai 2008                                | Brad Turner   | Howard Gordon, Evan Katz                               | 18. Aug. 2008                                        |
| 141        | 21        | Tag 6: 2:00 – 3:00 Uhr   | Day 6: 2:00 a.m. – 3:00 a.m.   | 7. Mai 2007          | 29. Mai 2008                                | Bryan Spicer  | Manny Coto                                             | 18. Aug. 2008                                        |
| 142        | 22        | Tag 6: 3:00 – 4:00 Uhr   | Day 6: 3:00 a.m. – 4:00 a.m.   | 14. Mai 2007         | 29. Mai 2008                                | Bryan Spicer  | Howard Gordon, Evan Katz                               | 25. Aug. 2008                                        |
| 143        | 23        | Tag 6: 4:00 – 5:00 Uhr   | Day 6: 4:00 a.m. – 5:00 a.m.   | 21. Mai 2007         | 5. Juni 2008                                | Brad Turner   | Joel Surnow, Michael Loceff                            | 25. Aug. 2008                                        |
| 144        | 24        | Tag 6: 5:00 – 6:00 Uhr   | Day 6: 5:00 a.m. – 6:00 a.m.   | 21. Mai 2007         | 5. Juni 2008                                | Brad Turner   | Manny Coto, David Fury, Robert Cochran                 | 25. Aug. 2008                                        |

## Rezeption

### Kritiken
Die sechste Staffel bekam überwiegend negative Kritik und wurde als „die mit Abstand“ schlechteste kritisiert. Sie habe „an Dampf verloren“ lange, bevor sie „im Schneckentempo zu einer enttäuschenden Auflösung gekrochen“ sei. Die „Dynamik von Gut und Böse, von Ahnung und Gewissheit, von Triumph und Niederlage“ laufe vorhersehbar ab, der Wettlauf gegen die Zeit wirke zwar „spannend“, aber „routiniert“. Von mehreren Seiten wurde den Drehbuchautoren aufgrund zahlreicher inhaltlicher Parallelen zur zweiten Staffel – wie etwa die Explosion eines nuklearen Sprengsatzes oder das Heraufbeschwören eines Krieges – ein Defizit an neuen Ideen attestiert. Zudem wurde kritisiert, dass sich die Serie seit ihrem Start „in eine maßlose Spirale der Überbietung hineinmanövriert“ habe, „deren Gewinde nun so überdreht ist, dass die Handlung groteske Züge annimmt“, ihre Halbwertszeit sei überschritten. 24 müsse „den Stoff richtig gut aufblähen“, um „die Leute weiter zuschauen zu lassen“, weshalb in der Staffel „meistens das Blutbad gewinnt“. Der Staffelbeginn wurde als „unfreiwillige Persiflage“, „karikaturenhaft“ und „unerträglich übertrieben“ kritisiert, auch, weil Jack Bauer, langhaarig und von der Folter gezeichnet, die er für seinen Glauben an das Wohl der USA über sich ergehen lassen hat, bei seiner Rückkehr „Jesus-ähnlich“ inszeniert wirke. Das Geflecht aus Beziehungen und Affären zwischen den anderen Figuren wurde abschätzig als „unübersichtlich“ bewertet. Die Art und Weise des Todes von Curtis Manning wurde als „unschön und sinnlos“ verurteilt. TV Highlights Extra fand, dass die sechste Staffel das „Kunststück“ schaffe, noch größer und ereignisreicher als die fünfte zu erscheinen.

### Auszeichnungen
Bei den Emmy-Awards 2007 war die Staffel 6-mal nominiert, darunter für die Stunt-Koordination, die Musikkomposition und die Gastdarstellerin (Jean Smart). Nominiert war die Staffel zudem in der Kategorie Bester Hauptdarsteller in einer Dramaserie (Kiefer Sutherland) und – bezogen auf die 17. Episode – Beste Tonmischung für eine einstündige Comedy- oder Dramaserie. Für diese Episode gab es zudem die einzige Prämierung des Jahres, nämlich in der Kategorie Bester Tonschnitt für eine Serie.